# Креведія-Маре
Креведія-Маре (рум. Crevedia Mare) — село у повіті Джурджу в Румунії. Входить до складу комуни Креведія-Маре.
Село розташоване на відстані 37 км на захід від Бухареста, 65 км на північний захід від Джурджу, 144 км на схід від Крайови, 136 км на південь від Брашова.

## Населення
За даними перепису населення 2002 року у селі проживали 1605 осіб, усі — румуни. Усі жителі села рідною мовою назвали румунську.